# جيري سيغل

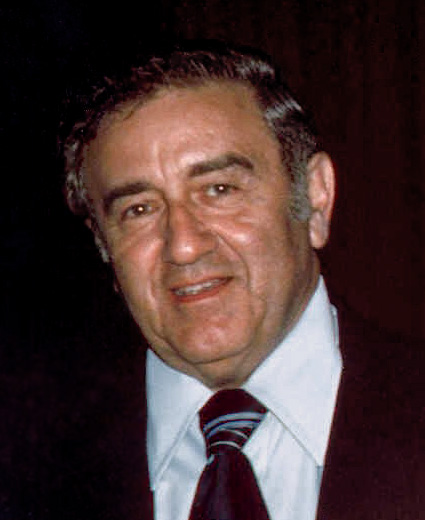
جيري سيغل عام 1976

جيروم جيري سيغل (بالإنجليزية: Jerry Siegel) ‏ (17 أكتوبر 1914 - 28 يناير 1996) كاتب أمريكي يهودي اخترع هو وجو شاستر عام 1938 شخصية سوبر مان 

## السيرة الذاتية
ولد جيري سيغل في 17 أكتوبر 1914 في مدينة كليفلاند بولاية أوهايو الأمريكية لعائلة يهودية مهاجرة من ليتوانيا وكان أصغر من أقرانة الستة وكان والده رساماً يشجع الميول الفنية لأبنه ثم توفي والد سيجل عن نوبة قلبية ناجمة عن سرقة متجرة عندما كان جيري في المدرسة الثانوية جلينفيل وقد كان طالب خجولاً لا يحظى بشعبية بشكل خاص وكان من محبي الأفلام والشرائط المصورة و خصوصاً أفلام الخيال العلمي ثم التقى بصديقة جو شاستر ووصفة بأنة كان صديقاً عزيزاً له ومتعاونا معه ومرت الاعوام وفي عام 1929 نشر مجلة متخصصة في القصص المصورة وقال انه نشر عدة مؤلفات أخرى على مدى السنوات القليلة المقبلة ثم اخترع في عام 1938 هو وجو شاستر شخصية سوبر مان ثم تزوج من جوان سيغل عام 1948 وكان لدية أبنة واحدة اسمها لورا ومرت الأعوام ثم توفي جيري في 28 يناير 1996 في مدينة لوس أنجلوس بولاية كاليفورنيا الأمريكية

## الجوائز
- جائزة المحبرة عام 1975
- جائزة سوف إيسنر في قاعة للمشاهير الكتاب الهزلي عام 1992
- جائزة جاك كيربي في قاعة للمشاهير عام 1993
- جائزة بيل فنجر للتميز في الكتابة الكتاب الهزلي ، عام 2005 (بعد وفاته)

## روابط خارجية
- جيري سيغل على موقع IMDb (الإنجليزية)
- جيري سيغل على موقع ميتاكريتيك (الإنجليزية)
- جيري سيغل على موقع الموسوعة البريطانية (الإنجليزية)
- جيري سيغل على موقع روتن توميتوز (الإنجليزية)
- جيري سيغل على موقع قاعدة بيانات الأفلام العربية
- جيري سيغل على موقع ألو سيني (الفرنسية)
- جيري سيغل على موقع تيرنر كلاسيك موفيز (الإنجليزية)
- جيري سيغل على موقع أول موفي (الإنجليزية)
- جيري سيغل على موقع قاعدة بيانات برودواي على الإنترنت (الإنجليزية)
- جيري سيغل على موقع قاعدة بيانات الأفلام السويدية (السويدية)